# Tylecodon longipes
Tylecodon longipes är en fetbladsväxtart som beskrevs av E. van Jaarsveld och G. Williamson. Tylecodon longipes ingår i släktet Tylecodon och familjen fetbladsväxter. Inga underarter finns listade i Catalogue of Life.